# Dedalopterus bezdekorum
Dedalopterus bezdekorum är en skalbaggsart som beskrevs av Zidek och Krajcik 2007. Dedalopterus bezdekorum ingår i släktet Dedalopterus och familjen Melolonthidae. Inga underarter finns listade i Catalogue of Life.